# Plaza de los Patines
Plaza de los Patines (en catalán Plaça dels Patins) es un barrio de la ciudad de Palma de Mallorca, Baleares, España.
Se encuentra delimitado por los barrios de Jaime III, San Jaime, La Misión, Campo de Serralta, El Fortín, Buenos Aires y Archiduque. Recibe su nombre de la Plaza del Obispo Berenguer de Palou, popularmente conocida como Plaza de los Patines.
La pista de patinaje que le dio su popular nombre fue inaugurada el 20 de junio de 1954 con un partido de hockey sobre patines entre las selecciones de Baleares y el Uruguay, ganado por los sudamericanos (3–4).
Alcanzaba en el año 2007 la cifra de 3.887 habitantes.